# Gustaf Fröding (skulptur)

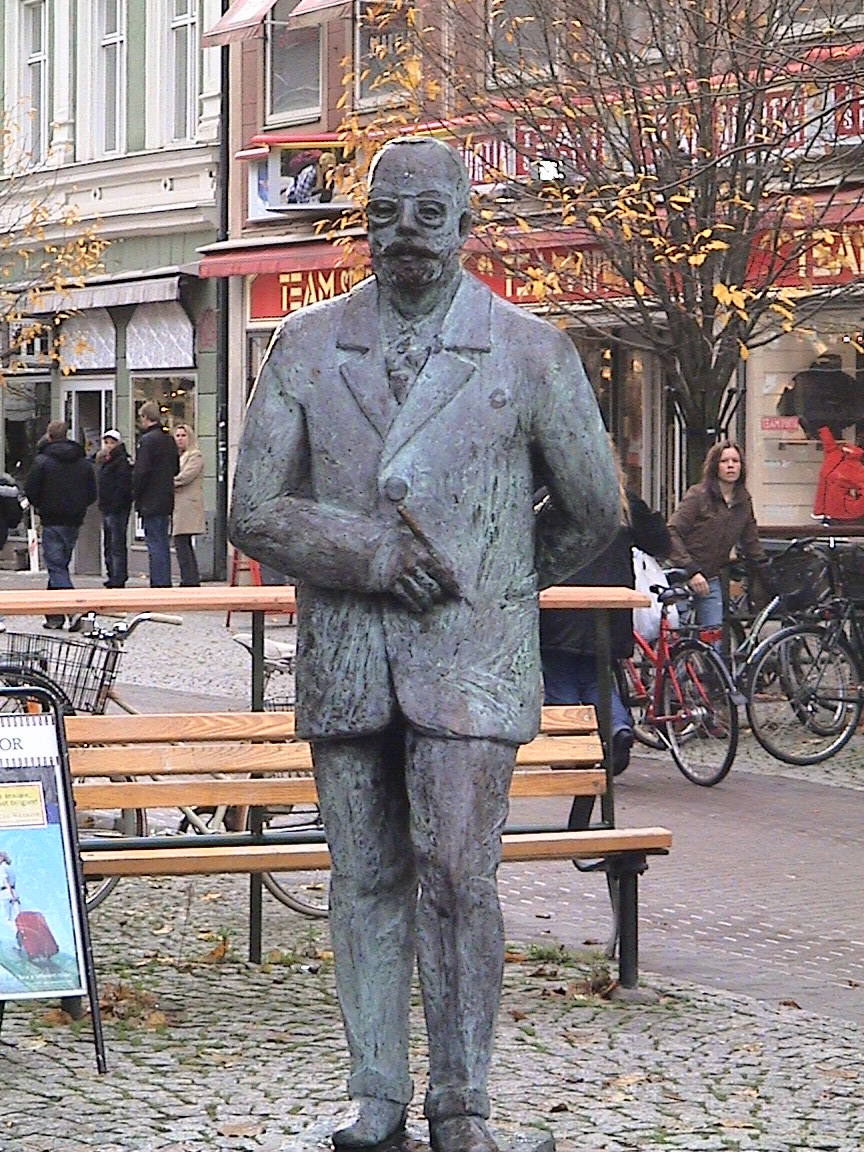
Skulpturen av Gustaf Fröding

Gustaf Fröding är en staty av Gustaf Fröding vid Stora torget i Karlstad i korsningen mellan Västra Torggatan och Tingvallagatan.
Statyn restes 22 augusti 1996 och är utförd av konstnären Herman Reijers.
Uppförandet finansierades av insamlingsstiftelsen Gustaf Fröding som skapades 1993 av Sven-Åke Markusson tillsammans med Carlstads-gillets ålderman Per-Jan Wållgren och landshövding Ingemar Eliasson.